# بنجامین بالتز
بنجامین بالتز (انگلیسی: Benjamin Baltes؛ زادهٔ ۳۰ مارس ۱۹۸۴) بازیکن فوتبال اهل آلمان است.
از باشگاه‌هایی که در آن بازی کرده‌است می‌توان به باشگاه فوتبال اکسلسیور، باشگاه فوتبال فرایبورگ، باشگاه فوتبال روت‌وایس اسن، باشگاه فوتبال اوردینگن ۰۵، باشگاه فوتبال ارتسگبیرگ آئو، و باشگاه فوتبال بروسیا مونشن‌گلادباخ اشاره کرد.
وی همچنین در تیم ملی فوتبال زیر ۲۰ سال آلمان بازی کرده‌است.